# ATP Melbourne
Das ATP-Turnier von Melbourne (offiziell Melbourne Summer Set) war ein australisches Tennisturnier der ATP Tour, das in Melbourne ausgetragen wurde.

## Geschichte
Infolge der COVID-19-Pandemie mussten viele Turniere im ATP-Kalender 2021 abgesagt bzw. verschoben werden. Daraufhin wurde unter anderem dieses Turnier mit einer Ein-Jahres-Lizenz in Vorbereitung auf die Australian Open neu in den Turnierbetrieb aufgenommen.
Das Turnier gehörte zur Kategorie ATP Tour 250. Die erste Ausgabe fand mit 56 Spielern im Einzel sowie 24 Paarungen im Doppel statt, wobei die acht am höchsten notierten Spieler bzw. Paarungen im Einzel bzw. Doppel ein Freilos in der ersten Runde erhielten. 2022 gab es ein Feld mit 28 Einzelspielern und 16 Doppelpaaren. Das Damenturnier bekam 2022 zwei Austragungen.
Es wurde wie die Australian Open im Melbourne Park, im Freien auf Hartplatz gespielt.

## Siegerliste

### Einzel
| Jahr | Sieger       | Finalgegner           | Finalergebnis |
| ---- | ------------ | --------------------- | ------------- |
| 2022 | Rafael Nadal | Maxime Cressy         | 7:66, 6:3     |
| 2021 | Daniel Evans | Félix Auger-Aliassime | 6:2, 6:3      |

### Doppel
| Jahr | Sieger                      | Finalgegner                               | Finalergebnis |
| ---- | --------------------------- | ----------------------------------------- | ------------- |
| 2022 | Wesley Koolhof Neal Skupski | Alexander Nedowessow Aisam-ul-Haq Qureshi | 6:4, 6:4      |
| 2021 | Nikola Mektić Mate Pavić    | Jérémy Chardy Fabrice Martin              | 7:62, 6:3     |